# 작별 (드라마)
《작별》(作別)은 1994년 6월 13일부터 1994년 12월 27일까지 방영된 SBS 월화드라마이다.

## 기획 의도
암으로 시한부 삶 선고를 받고 인생을 정리하는 신경외과 의사를 통해 삶의 가치와 살아가는 방법에 대해 진지한 의문을 던지는 드라마

## 등장 인물
- 한진희 : 강신욱 역 - 신경외과 의사
- 윤여정 : 이시내 역 - 신욱의 아내
- 장용 : 홍수탁 역 - 신욱의 이웃, 이혼남, 작가
- 고현정 : 강예림 역 - 신욱, 시내의 장녀
- 손창민 : 박인서 역 - 예림의 애인, 승주의 과거 애인
- 박현숙 : 안승주 역 - 인서의 애인, 약사
- 유호정 : 강유림 역 - 신욱, 시내의 차녀
- 김의성 : 장익구 역 - 유림의 애인, 사진 작가
- 김선민 : 강다림 역 - 신욱, 시내의 삼녀
- 정재순 : 오재옥 역 - 수탁의 첫 번째 부인
- 김해숙 : 나정임 역 - 수탁의 두 번째 부인
- 권재희 : 이수연 역 - 수탁의 애인
- 임예진 : 송춘희 역 - 신욱의 내연녀
- 견미리 : 금숙 역 - 승주의 친구, 예림으로 인해 조산
- 오상희 : 안승희 역 - 승주의 여동생
- 정재곤 : 정소영 역
- 이순재 : 신욱 부 역
- 김복희 : 신욱 모 역
- 박병호 : 시내 부(서초동 할아버지) 역 - 박사
- 박종관 : 승주 부 역 - 안성에서 택시회사 운영
- 김은정 : 승주 모 역
- 이주실 : 인서 모 역
- 김세윤 : 익구 부 역
- 선우용여 : 익구 모 역
- 남성훈
- 김지영 : 시내 친정 파출부 역
- 맹상훈
- 성동일
- 김명진
- 정욱
- 신성균
- 최우혁
- 최병학
- 김지영

## 편성 변경 및 결방 사유
- 1994년 9월 19일: 8시 30분부터 추석특선영화 《시라소니》 편성으로 인해 10시 20분에 방영
- 1994년 9월 20일: 추석특선영화 《에이리언 3》 편성으로 인해 결방
- 1994년 11월 14일: 창사특선영화 《해리가 샐리를 만났을 때》 편성으로 인해 결방
- 1994년 11월 15일: 44회, 45회 연속 방송

## 연장
- 50부작으로 기획된 작별은 60~70부작으로 늘려 방영할 방침이었으나 애초 계획대로 1994년 12월 4일(49회)[1] 단축종영될 예정이었다.
- 후속작 <모래시계>가 정치깡패 폭력을 정면으로 다뤄 당장 방송하기 어려워지자, SBS는 사극 <장희빈>을 해당 드라마 후속 월화드라마로 방영할 예정이었다.[2]
- 그러나, <장희빈>이 캐스팅 문제로 어려움을 겪어오자 다른 마땅한 후속 작품이 없어 7회 연장되어 57부작으로 종영하였다.

## 참고 사항
- SBS 월화드라마 사상 처음으로 외주제작(삼화네트웍스)을 맡겼던 드라마이다.[3] TV드라마 사상 처음으로 외주제작프로가 황금시간대에 50부작으로 편성됐다는 점이 화제를 모았다.
- 1997년 7월 5일부터 1998년 1월 24일까지 'SBS 화제작'이란 이름으로 토요일 낮 12시 10분에 재방영되었고 이 당시 GTV에서도 재방송되기도 했으나[4] '재방송 과잉'이란 지적을 사야 했다.
- 삼화네트웍스 제작위원 김수동이 연출을 맡았지만, 김수현 작가가 김수동 PD의 느린 연출 템포 등의 이유로 연출과 연기에 대한 불만을 표시하면서 재촬영을 요구하여 담당PD 김수동이 프랑스 파리 로케이션 부분을 제외한 국내 촬영분을 다시 찍는 등[5] 마찰을 빚었다. 김수동 PD가 사의를 표명하자 곽영범이 3회부터 연출을 맡았다.[6]
- 임산부를 밀어붙여 조산을 하게 만들거나, 자매가 몸싸움을 하며 욕설을 하는 장면, 전 부인들과 함께 사는 수탁(장용)의 인간 관계 등이 논란을 빚었으며, 시청률 또한 동시간대 MBC <사랑을 그대 품안에>의 폭발적인 인기로 한자릿수의 시청률까지 하락하였다.[7][8]
- 불필요한 영어대사 남발로 지적을 받았다.[9]
- 지존파 사건으로 국민이 불안해하는 상황에서, 춘희(임예진)가 식칼을 들고 난동을 부리는 섬뜩한 장면을 방영하여 물의를 빚었고[10] 방송위원회는 해당 드라마에 대해 사과명령 조처를 내리기로 결정하였다.[11] 김수현 작가는 자신이 쓴 극본의 실수를 인정하였다.[1]
- 1994년 9월, 동시간대 MBC <M>이 종영하자 시청률이 서서히 상승했으며, 한진희의 암 투병과 아내 역의 윤여정의 울부짖는 대사로 35% 이상의 시청률을 기록했다.[12]